# الميمونة (مدينة)
الميمونة هي مدينة عراقية ومركز قضاء تتبع أداريا إلى محافظة ميسان في جنوب شرق العراق.